# I Love You (Cesare Cremonini)
I Love You è il quarto singolo estratto dall'album di Cesare Cremonini La teoria dei colori, pubblicato il 14 giugno 2013.

## Video musicale
Il video è stato girato a Miami per le strade della città, mentre Cesare insegue una ragazza (Romina Palmisano). Il video prosegue in macchina sull'autostrada, e successivamente in spiaggia.

## Classifiche
| Classifica (2013) | Posizione massima |
| ----------------- | ----------------- |
| Italia            | 51                |
| Italia (airplay)  | 2                 |

### Classifiche di fine anno
| Classifica (2013) | Posizione |
| ----------------- | --------- |
| Italia (airplay)  | 13        |